# Lage rugpijn
Lage rugpijn is een symptoom dat een groot deel van de bevolking af en toe heeft. In de onderrug bevinden zich vele structuren die pijn kunnen veroorzaken: spieren, pezen, banden, gewrichten, botten, zenuwen.

## Indeling
Lage rugpijn wordt ingedeeld in aspecifieke lage rugpijn en specifieke lage rugpijn.

### Aspecifieke lage rugpijn
In ongeveer 90% van de gevallen is er geen duidelijk aanwijsbare oorzaak van de klachten aan te wijzen. Dit noemen we aspecifieke lage rugpijn. Ondanks dat de klachten realistisch zijn, kan men geen aanwijzingen voor ernstige pathologie vinden. Mogelijk worden de klachten veroorzaakt door een stoornis in spieren, pezen, banden, tussenwervelschijven, (facet)gewrichten, botten of zenuwen.

### Specifieke lage rugpijn
In 10% van de gevallen is sprake van specifieke lage rugpijn. Deze rugklachten worden veroorzaakt door een probleem dat specifieke behandeling vereist. Voorbeelden van veroorzakers van specifieke lage rugpijn zijn: discus hernia, wervel inzakking, spondylolisthesis, metastase en de ziekte van Bechterew.

## Diagnostiek
De arts maakt meestal in eerste instantie onderscheid tussen twee vormen van lage rugpijn: die met uitstralende pijn naar de benen toe, en die zonder uitstraling.
Bij lage rugpijn die niet uitstraalt naar de benen, of wel uitstraalt maar niet tot onder het niveau van de knie, spreekt men van lumbago. Bij rugpijn met uitstraling tot onder het niveau van de knie spreekt men van ischias. Vooral in het tweede geval moet men rekening houden met de mogelijkheid van een rughernia.
Waarschuwingstekenen zijn:
- zeer hevige pijn;
- uitval van spieren;
- verlies van controle over de sluitspieren.

In deze gevallen is onderzoek door een arts zeker nodig aangezien de genoemde symptomen kunnen duiden op een specifieke vorm van lage rugpijn.

## Behandeling

### Specifieke lage rugpijn
De behandeling van specifieke lage rugpijn is sterk afhankelijk van wat er aan de hand is. Het Federaal Kenniscentrum voor de Gezondheidszorg (KCE) legt in hun advies uit mei 2017 de nadruk op preventie, bijvoorbeeld rugpijnpreventie op het werk, meer bewegen, sedentarisme tegengaan en promoot daarnaast een mix van behandelmethoden. Niet-invasieve conservatieve behandelingen komen naar voor als meest waardevol.

### Aspecifieke lage rugpijn
De behandeling is afhankelijk van de duur dat men last heeft van de klachten.
De eerste weken luidt het advies:
- proberen in beweging te blijven
- geregeld afwisselen tussen staan, lopen, liggen en zitten
- vermijd lange autoritten
- wanneer nodig pijnstillers gebruiken

Treedt met het beleid zoals hierboven aangegeven na verloop van tijd (enige weken) onvoldoende verbetering op dan is nader onderzoek bij een arts of fysiotherapeut aangewezen.
Een Cochrane Systematic review van 2020 onderzocht het effect van niet-steroïdale ontstekingsremmers of NSAID's op acute lage rugpijn. 32 studies met in totaal 5356 patiënten werden in deze review opgenomen. Er is bewijs van matige kwaliteit dat NSAID's beter zijn dan placebo om de pijn te verminderen op korte tijd. Er is ook bewijs van hoge kwaliteit dat het gebruik van NSAID's helpt om de beperking te verminderen die gepaard gaan met lage rugpijn. De mate waarin de NSAID's helpen, blijft erg klein.